# عبد الولي موسى
عبد الولي موسى (بالصومالية: Cabdiweli Cabdiqaadir Muuse)‏ ، من مواليد جالكعيو عقد 1990م، وهو أحد الأبطال في الساحل الصومالي ، اشتهر برجولة و كفاح الأبطال بعد ان اعتاد الأمريكان علي سرقة موارد الصومال السمكية فاراد ان يدافع عن سرقة بلدة ، وتم اعتقاله من قبل القوات الخاصة الأمريكية بتاريخ 12 أبريل عام 2009م ، وبدأت المحكمة بتوجية 10 تهم لعبد الولي و رفض الاعتراف بأي منهم ومع ذلك فكرت المحكمة بحبس عبد الولي مدى الحياة وحجزه في السجن 40 عاماً.